# Avvento

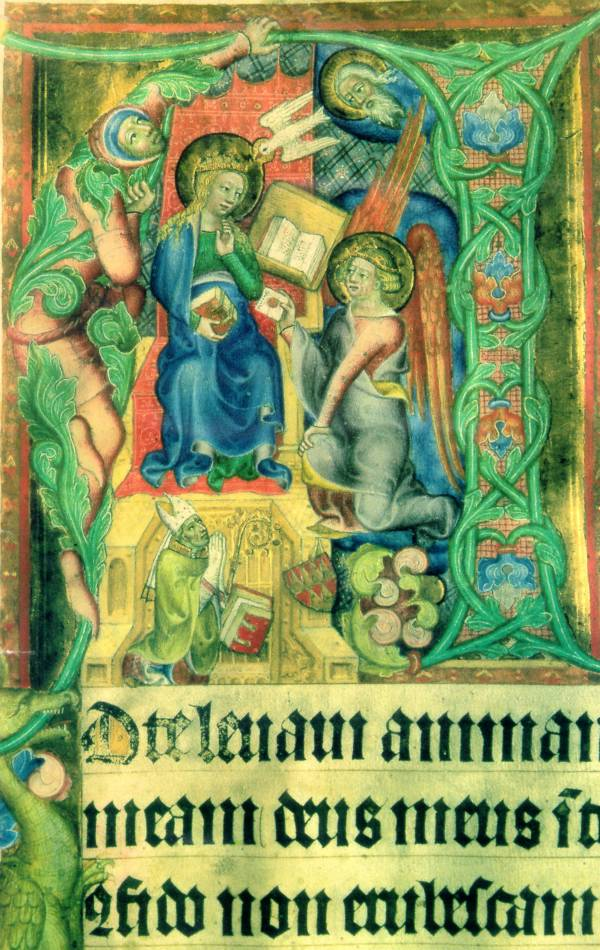
Miniatura del Messale trecentesco di Jan ze Středy che riporta l'introito della prima domenica d'Avvento: Ad te levavi animam meam, Deus meus, in te confido, non erubescam.

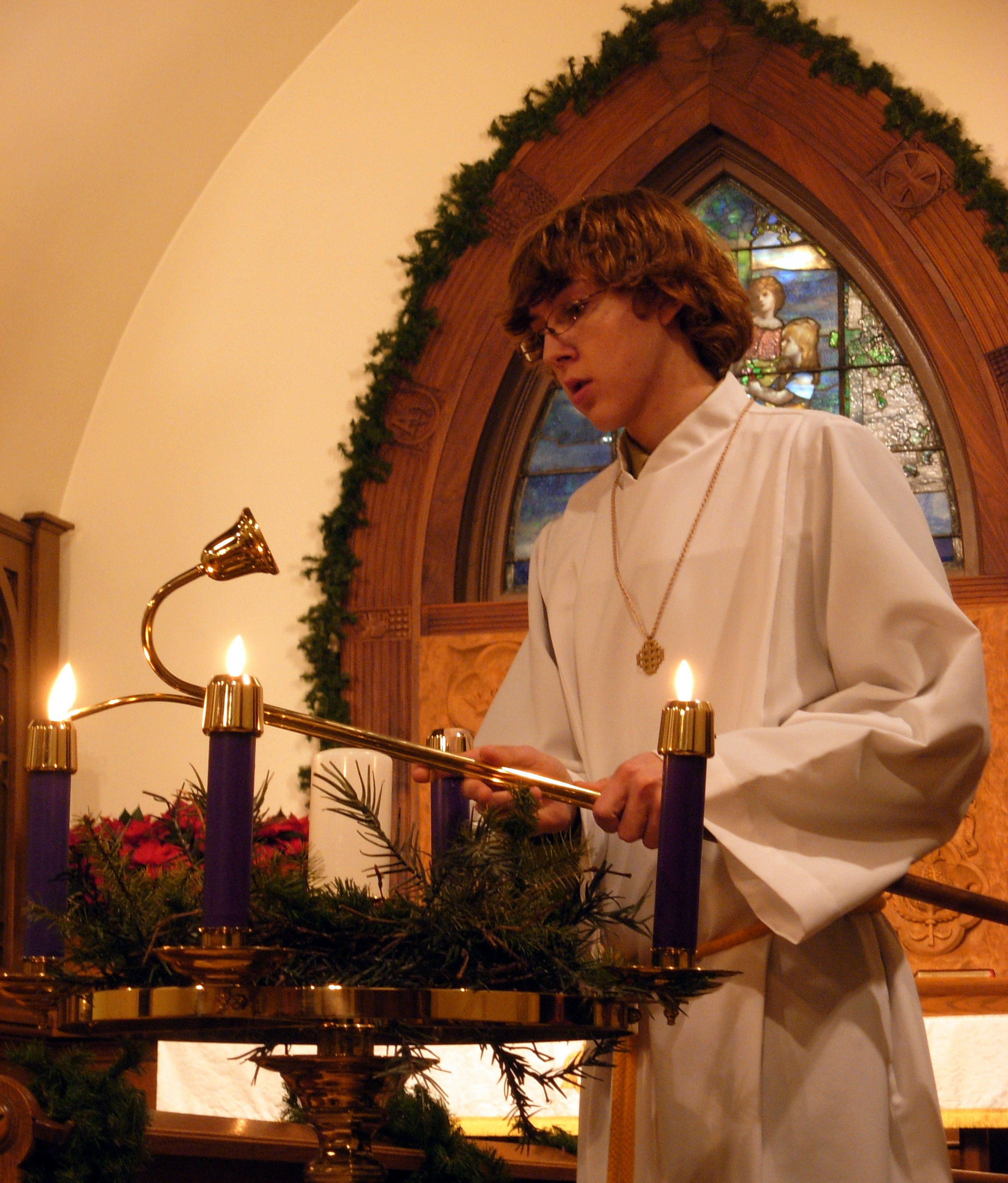
Nel periodo d'Avvento esiste la tradizione della corona d'Avvento

L'Avvento è l'inizio dell'anno liturgico nel cristianesimo occidentale e il periodo di preparazione che precede la natività di Cristo, che nel rito romano corrisponde alle quattro settimane prima del Natale. La sua durata è solitamente dai 22 ai 28 giorni, poiché include necessariamente le quattro domeniche più vicine alle solennità del Natale.
La parola "avvento" deriva dal latino adventus, che significa "venuta" anche se, nell'accezione più diffusa, viene indicata come un'attesa del Signore.
Le usanze associate a tale periodo includono l'accensione della corona dell'Avvento, la preghiera di devozione dell'Avvento, il calendario dell'Avvento, l'innalzamento dell'albero di Natale ed altre cose.

## Storia
Il tempo di Avvento era inizialmente – probabilmente dalla metà del IV secolo – un periodo di digiuno, che la Chiesa primitiva stabilì nel periodo tra il giorno di san Martino (11 novembre) e le date in cui originalmente veniva festeggiata la nascita di Cristo e la festa della sua manifestazione il 6 gennaio. Il digiuno fu inizialmente stabilito in tre giorni la settimana, successivamente tutti i giorni tranne sabato e domenica. Nelle otto settimane (56 giorni) dal giorno di san Martino fino al 6 gennaio vi sono, esclusi i fine settimana, 40 giorni di digiuno, corrispondenti ai quaranta giorni di digiuno che precedono la Pasqua. Le prime tracce di una tale preparazione alla nascita di Cristo si trovano nella Chiesa orientale, dove la festa dell'apparizione del Signore era un'importante data per il battesimo. Nell'Occidente la pratica del digiuno dell'Avvento si diffuse dapprima in Spagna e nella Gallia.
La sua espressione nella liturgia vide l'attesa della nascita di Gesù dal V secolo circa, documentata prima a Ravenna e verso la metà del VI secolo a Roma, dove la felice attesa dell'incarnazione di Cristo fu particolarmente accentuata.
L'escatologica seconda venuta di Cristo e il Giudizio universale incentivarono successivamente i missionari irlandesi come san Colombano, che fu missionario nelle Gallie, e contribuirono allo sviluppo dell'Avvento come periodo di penitenza; così nella Santa Messa si rinunciò al Gloria e all'Alleluia, ciò che nel XII secolo fu adottato ufficialmente anche nella liturgia latina dell'Avvento.
Questa ambivalenza tematica tra un periodo di penitenza e un comportamento di felice attesa si trova fino a oggi come espressione liturgica nelle domeniche di Avvento.
Il tempo di Avvento nelle quattro settimane con riferimento al Natale, risale al VII secolo. Esso è stato chiamato tempus ante natale Domini (Tempo che precede la nascita del Signore) o tempus adventūs Domini (tempo della venuta del Signore). Papa Gregorio Magno fissò le domeniche di Avvento per la Chiesa Occidentale in quattro feste. Le quattro domeniche stanno simbolicamente a rappresentare i quattromila anni, che gli uomini, secondo l'interpretazione di allora, dovettero attendere per la venuta del Salvatore, dopo aver commesso il peccato originale.
Sebbene il re Pipino il Breve e l'imperatore Carlo Magno avessero predisposto per la Francia le quattro settimane del tempo di Avvento, nella Chiesa latina singole diocesi continuarono ad adottare un tempo di Avvento di cinque o sei settimane. La collegata determinazione della regola, quando fu festeggiato l'Avvento, si basa sulla conciliazione delle cosiddette "dispute di Strasburgo sull'Avvento". Il vescovo Guglielmo I di Strasburgo sostenne la tesi che il tempo di Avvento dovesse comprendere quattro settimane complete. Ciò tuttavia non s'impose. Su iniziativa dell'imperatore Corrado II il Salico, un sinodo, convocato nel convento di Limburgo il 3 dicembre 1038 in assenza dell'imperatore, stabilì che dovevano esserci solo quattro domeniche di Avvento e che la prima dovesse cadere tra il 27 novembre e il 3 dicembre. Quando la quarta domenica di Avvento dovesse cadere la viglia di Natale, allora il Natale sarebbe iniziato con il vespro di quel giorno.
La decisione fu presa dai vescovi Azecho di Worms, Reginbaldo II del Principato vescovile di Spira, Eriberto, vescovo di Eichstätt, Dietardo di Hildesheim e Gualtiero di Verona. Questa norma fu successivamente confermata dal Concilio di Trento, dopo che differenti tradizioni regionali l'ebbero stabilita.
La regola fu imposta di diritto nel 1570 durante il pontificato di papa Pio V. In alcune diocesi, che hanno mantenuto il Rito ambrosiano, è rimasta, ad esempio nell'arcidiocesi di Milano, la regola è di sei settimane di durata dell'Avvento.
Le Chiese ortodosse ancor oggi celebrano l'Avvento di sei settimane.
Come pericope per il Vangelo nelle domeniche dell'Avvento nel VII secolo venivano lette: Ingresso di Gesù in Gerusalemme (Vangelo secondo Matteo, 23-24), Ritorno del Figlio di Dio (Vangelo secondo Luca, 21, 25-22), la domanda di Giovanni il Battista a Gesù (Vangelo secondo Matteo, 11, 2-10), la testimonianza del Battista (Vangelo secondo Giovanni, 1, 19-28).
La lettura del Vangelo sull'ingresso di Gesù in Gerusalemme nella Chiesa cattolica cessò con la riforma del Messale nel 1570, nelle Chiese evangeliche viene fino ad oggi letto nella prima domenica di Avvento.
Il tempo di Avvento è tempo di digiuno per la Chiesa orientale dal Medioevo fino ai tempi odierni come Tempus clausus (Tempo chiuso). Nei "tempi chiusi" non è permesso danzare e festeggiare in modo dispendioso. Anche i battesimi festosi non vengono celebrati nei "Tempi chiusi", ma solo "battesimi silenziosi". Dal 1917 i digiuni dell'Avvento non sono stati più richiesti dal Codice di diritto canonico.

## Nelle chiese occidentali
L'avvento è presente negli anni liturgici della Chiesa cattolica, della Confessione luterana e della Comunione anglicana. In tutte le confessioni questo periodo è contraddistinto da un atteggiamento di attesa del Natale imminente da parte dei fedeli, dal raccoglimento e dalla preghiera per l'accoglienza del Messia, di cui si rivive spiritualmente la nascita.

### Rito romano

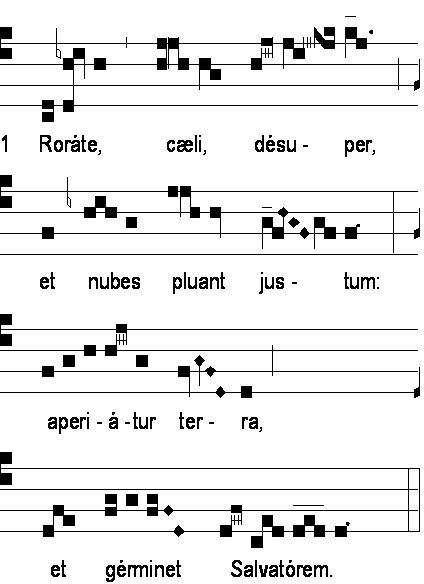
Introito della IV domenica d'Avvento

#### Inizio e durata dell'Avvento
Il tempo dell'Avvento, nel rito romano della Chiesa cattolica, inizia con il primo vespro della sera della prima domenica (cioè la sera del sabato precedente la prima domenica) e finisce con la Vigilia di Natale, prima del primo vespro di Natale.
L'Avvento della chiesa latina dura da un minimo di 22 giorni fino a un massimo di 28 e contiene sempre quattro domeniche.
Il motivo della lunghezza temporale variabile è che l'inizio è legato a una domenica "mobile", ma la fine a un giorno fisso di dicembre, il 24. Quindi l'inizio è al più presto la sera del 26 novembre e al più tardi quella del 2 dicembre (cioè i sabati precedenti le domeniche 27 novembre o al più tardi 3 dicembre).
| Anno | Prima domenica di Avvento | Durata (gg) |
| ---- | ------------------------- | ----------- |
| 2019 | 1º dicembre               | 24          |
| 2020 | 29 novembre               | 26          |
| 2021 | 28 novembre               | 27          |
| 2022 | 27 novembre               | 28          |
| 2023 | 3 dicembre                | 22          |

L'Avvento può quindi durare quattro settimane. Si compone di due periodi; inizialmente si guarda all'Avvento futuro del Cristo nella gloria alla fine dei tempi, occasione di penitenza; dal 17 dicembre la liturgia pone invece l'attenzione sull'Avvento di Cristo nella pienezza dei tempi, con la sua Incarnazione.
In avvento il colore dei paramenti sacri del sacerdote è il viola, tranne la domenica della terza settimana in cui facoltativamente possono essere indossati paramenti rosa. Questa domenica infatti è chiamata Gaudete, a motivo dell'antifona di ingresso della messa, che riporta un passo della Lettera ai Filippesi in cui Paolo invita alla gioia: «Rallegratevi sempre nel Signore: ve lo ripeto, rallegratevi, il Signore è vicino.»; il carattere penitenziale dell'Avvento è dunque stemperato dalla speranza della venuta gloriosa di Cristo.
Nella liturgia delle Sante Messe del periodo di avvento (come in Quaresima) non viene recitato l'inno del Gloria. Dal 29 novembre al 7 dicembre è tradizione celebrare, in molte chiese latine, la Novena dell'Immacolata a cui fa seguito, dal 16 al 24 dicembre, la Novena di Natale.

#### Domeniche di Avvento

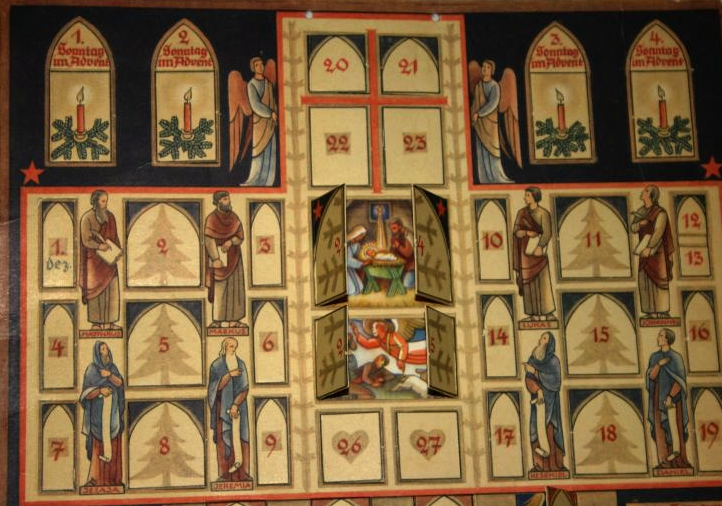
Il mistero del Natale: Calendario dell'Avvento dalla prima domenica di Avvento fino all'Epifania (opera di Paula Jordan)

I nomi tradizionali delle domeniche di avvento sono tratti dalle prime parole dell'introito. Nelle prime tre settimane derivano dal salmo 24/25, 79/80 e 84/85 e nella quarta dal libro di Isaia (45,8)
1. Domenica d'avvento: Ad te levavi (Ad te levavi animam meam)
2. Domenica d'avvento: Populus Sion (Populus Sion, ecce Dominus veniet ad salvandas gentes)
3. Domenica d'avvento: Gaudete (Gaudete in Domino semper cioè "Rallegratevi nel Signore sempre")
4. Domenica d'avvento: Rorate (Rorate, coeli desuper, et nubes pluant iustum).

### Inni d'avvento
La liturgia romana prevede i seguenti inni d'avvento, di cui alcuni specifici del periodo:

#### Fino al 16 dicembre
- Conditor alme siderum (Benigno creatore degli astri) - Vespri
- Te lucis ante terminum (Tu, prima del termine della luce) - Compieta
- Verbum supernum prodiens - Ufficio delle letture (mattutino)
- Vox clara ecce intonat (En clara vox redarguit) - Lodi
- Nunc Sancte nobis Spiritus - Terza
- Rector potens verax Deus - Sesta
- Rerum Deus tenax vigor - Nona

#### Dal 17 al 23 dicembre
- Verbum salutis omnium
- Christe qui splendor
- Veni redemptor gentium (inno di Sant'Ambrogio)
- Magnis prophetae vocibus
- Certum tenentes ordinem
- Dicamus laudes Domino
- Ternis horarum terminis

#### Antifone maggiori
Nelle cosiddette ferie maggiori dell'Avvento, dal 17 al 23 dicembre, vengono cantate, prima del Magnificat ai vespri e come versetto alleluiatico ai vangelo della messa del giorno, sette antifone latine d'avvento, dette anche antifone O, perché cominciano tutte con il vocativo "O", secondo il seguente ordine:
- 17 dicembre: O Sapientia
- 18 dicembre: O Adonai
- 19 dicembre: O Radix Jesse
- 20 dicembre: O Clavis David
- 21 dicembre: O Oriens
- 22 dicembre: O Rex Gentium
- 23 dicembre: O Emmanuel

### Avvento ambrosiano
Nel rito ambrosiano della Chiesa cattolica l'Avvento contiene sei domeniche e può durare sei settimane. Inizia la prima domenica dopo il giorno di San Martino (11 novembre) e prevede sempre 6 domeniche. Quando il 24 dicembre cade di domenica, è prevista la celebrazione di una domenica prenatalizia che non fa parte dell’Avvento: a conti fatti dunque, l’Avvento può iniziare al più presto il 12 novembre e al più tardi il 18.
Nel rito ambrosiano è previsto il colore morello, tranne che nell'ultima domenica (detta "dell'Incarnazione") nella quale si usa il bianco.
1. Domenica della venuta del Signore
2. Domenica dei figli del regno
3. Domenica delle profezie adempiute
4. Domenica dell'ingresso del Messia
5. Domenica del precursore
6. Domenica dell'Incarnazione

### Altri riti
In alcune Province della Chiesa anglicana in luogo del colore viola viene utilizzato il colore azzurro.

## Nelle chiese orientali
Nelle chiese ortodosse – in cui viene anche chiamato digiuno della natività, quaresima invernale o di Natale – l'avvento dura 40 giorni, a partire dal 15 novembre (28 novembre per le chiese che usano il calendario giuliano), mentre in altre chiese orientali comincia a partire dalla domenica più vicina al giorno di Sant'Andrea (30 novembre) e dura fino a Natale.